# زمرد أزرق
الزُّمُرُّد الأزرق أو الرَّيْحَاني هو حجر كريم.

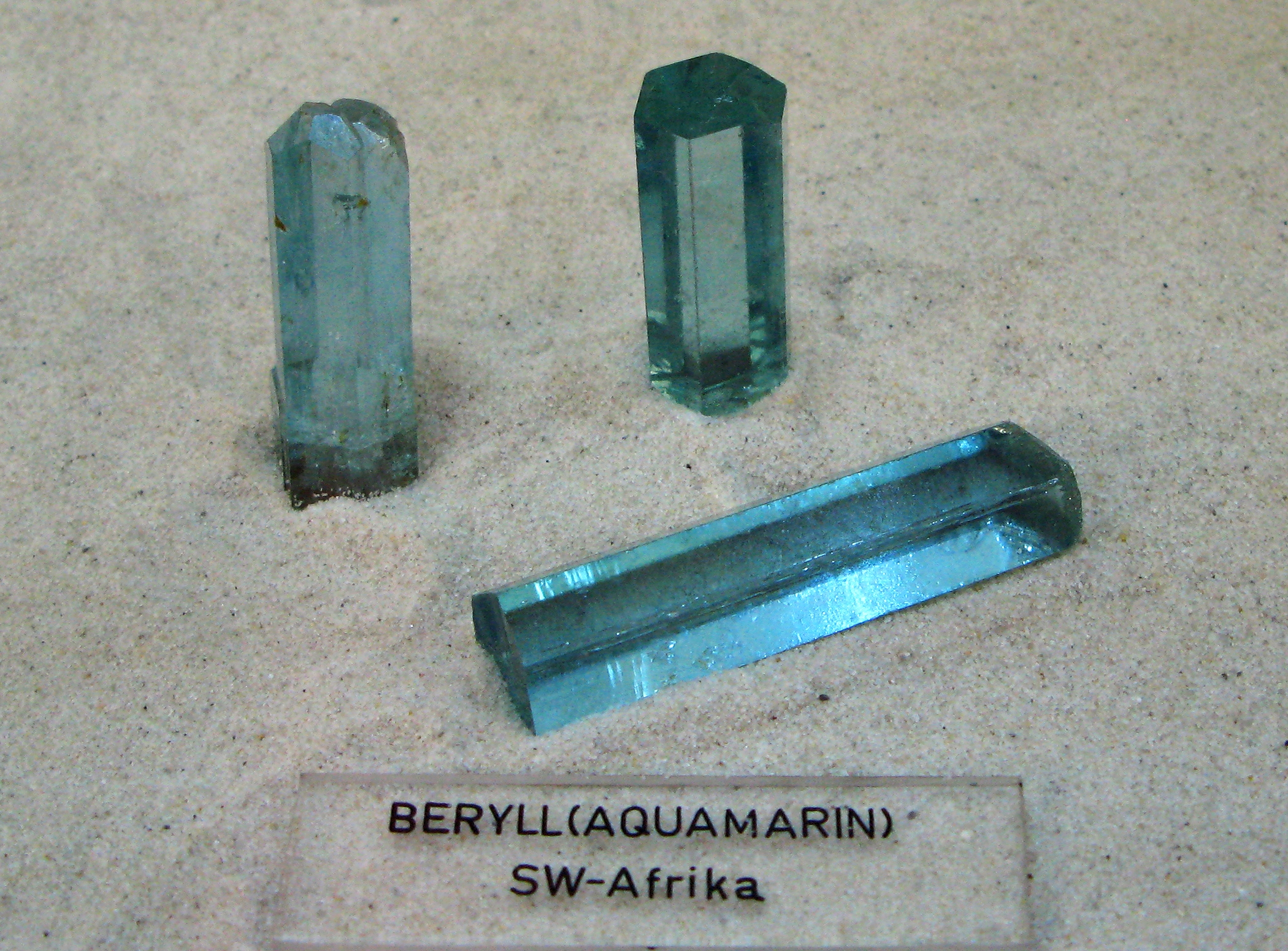
زمرد أزرق داكن مصقول

## أصل كلمة العلمية
كلمة (بالإنجليزية: Aquamarine) هي كلمة أسبانية الأصل وتعني مياه البحر، حيث إن الكلمة مكونة من جزئين الأول «أكوا» aqua وتلفظ أواه بالإسبانية وتعني الماء والجزء الثاني من الكلمة وهي مارين وتعني البحر marina، ومن هنا جاء الأسم وصفاً للحجر الأرجواني المائل إلى الأزرق حيث أن القدماء كانوا يطلقون الأسماء على الأشياء المحيطة بهم بحسب الوصف وبخاصة الأحجار الكريمة، أكبر قطعة زمرد أزرق عثر عليها عام 1910 في مدينة Marambaia في منجم Minas Geraisl في البرازيل ويبلغ وزنها 110 كيلوغرام وابعادها 48.5 سم × 42 سم.
| زمرد أزرق                     | زمرد أزرق                                            |
|                               |                                                      |
| عام                           | عام                                                  |
| ----------------------------- | ---------------------------------------------------- |
| الصنف                         | معدن                                                 |
| الصيغة الكيميائية             | سيليكا، Be3 Al2 Si6 O18 2                            |
| الصفات الفيزيائية والكيميائية |                                                      |
| اللون                         | أخضر إلى اخضر ضارب إلى اللون الأزرق وهناك الأصفر.    |
| السلوك البلوري                | سيليكا بلورية                                        |
| نظام التبلور                  | سداسي الأضلاع                                        |
| انفلاق Cleavage               | None                                                 |
| شدخ Fracture                  | محاراني Conchoidal بحواف حادة جداً.                   |
| مقياس موز للصلابة             | 7.5 - 8                                              |
| البريق                        | ازرق- اخضر لامع                                      |
| معامل الانكسار                | 1.57 - 1.60 شفاف إلى شفاني (مضيء داخلياً) Translucent |
| تعدد الألوان Pleochroism      | الطيف اللوني من الأخضر الباهت إلى الأزرق الغامق      |
| تعريق Streak                  | لا يوجد                                              |
| الوزن النوعي                  | 2.6                                                  |
| قابلة الانصهار                | 1600 درجة - 2000 درجة                                |
| قابلية الذوبان                | في بعض الحالات                                       |
| الأصناف المختلفة              |                                                      |
| ثلاثة اصناف تجارية            |                                                      |

## الصفات اللونية
يتكون الزمرد الأزرق في نفس الظروف التي تنتج التي تنتج مجموعة «البريل بيريل» الحجر الكريم الأخضر اللون حيث انه نوع من أنواعة وينتسب اللون الأزرق الباهت في الزمرد الأزرق إلى عنصر الحديد Fe2+ أما الحديد Fe3+ فينتج اللون الذهبي الأصفر وعندما يتواجد الحديد بنوعية Fe2+ وFe3+ وعندما يتواجد النوعين فان اللون المتكون هو الأزرق الداكن أو الغامق ويطلق علية اسم (maxixe) وأجود الأنواع تأتي من روسيا وكذلك سريلانكا وبخاصة الأصفر الصافي وأيضا من البرازيل ويطلق على ذلك النوع الاسم التجاري (aquamarine chrysalides) أو شرانق الزمرد الأزرق.أما الكروندوم أو أكسيد الألمنيوم أما ما يعرف الياقوت فينتج عنه نوع من الزمرد الأزرق له اللون الأزرق الموشح ويطلق عليه اسم الزمرد الأزرق الشرقي (Oriental aquamarine) ويتلاشى اللون إلى الأبيض عندما يتعرض إلى أشعة الشمس أو أية عمليات حرارية ويعاد اللون إلى طبيعته بالمعالجة بالإنارة، ويفسر التغير اللوني بالنوع الأزرق الداكن (maxixe) بسبب انتقال الشحنات في الحديد ما بين Fe3+ والنوع Fe2+ والذي يمكن يغير اللون من الأزرق الداكن إلى الأخضر الطبيعي أو الوردي أو البريل الأصفر بواسطة المعالجة بالإنارة والطاقة العالية وبخاصة أشعة غاما، أو النيوترونات أو الأشعة السينية.

## اماكن تواجده والمخزونات
يوجد الزمرد الأزرق في كل من البرازيل، سريلانكا، كولومبيا، زامبيا، مدغشقر، مالاوي، تنزانيا وكينيا، والولايات المتحدة، مناطق محدودة جدا في الأردن ومصر.